# Ivy Mike
Ivy Mike è il nome in codice della prima bomba H, fatta esplodere il 1º novembre 1952 alle 07:15 (ora locale) nelle isole Marshall dell'Oceano Pacifico, e in particolare a Elugelab, nell'atollo Enewetak.

## Svolgimento del test
Fatta esplodere sull'atollo di Enewetak nel contesto dell'Operazione Ivy, liberò un'energia pari a 10,4-12 megatoni, quasi mille volte superiore a quella della bomba di Hiroshima.